# Kalînivka, Lenine
Kalînivka (în ucraineană Калинівка) este o comună în raionul Lenine, Republica Autonomă Crimeea, Ucraina, formată numai din satul de reședință.

## Demografie
Componența lingvistică a comunei Kalînivka
     Rusă (58,15%)
     Tătară crimeeană (27,8%)
     Ucraineană (13,3%)
     Alte limbi (0,21%)
Conform recensământului din 2001, majoritatea populației comunei Kalînivka era vorbitoare de rusă (58,15%), existând în minoritate și vorbitori de tătară crimeeană (27,8%) și ucraineană (13,3%).